# Bucketheadland
Bucketheadland är gitarristen Bucketheads debutalbum, släppt år 1992 på John Zorns japanska skivbolag Avant. Det innehåller flera prover från den japanska TV-serien Giant Robot (alias Johnny Sokko i flera länder) från 1960-talet, bland gitarrostinatos av Buckethead. Albumets koncept är en tur runt byggandet av den fiktiva "Abusement"-parken "Bucketheadland".

## Låtlista
alla låtar utan namn efter titeln är gjorda av Buckethead.

### CD 1
- Intro (3:21)

1. "Park Theme"  3:21

Giant Robot (9:17) 
1. "Interlude"   0:27
2. "Giant Robot Theme"  4:16
3. "Enter Guillatine"  0:32
4. "Giant Robot Vs. Guillatine"   4:02

Bucketbots Jig (3:19) 
1. "Bucketbots Jig"  0:28
2. "Enter Slipdisc"  1:53
3. "Bansheebot Vs. Buckethead"  0:58

Slaughter Zone (22:25)
1. "The Haunted Farm"    2:42
2. "Hook & Pole Gang"    1:07
3. "Cattle Prod"    0:40
4. "Phantom Monk"    1:45
5. "The Rack"    0:29
6. "Nosin'"    1:21
7. "Gorey Head Stump"    1:32
8. "Sterling Scapula"    0:48
9. "Skid's Looking Where"    1:08
10. "Steel Wedge"    1:22
11. "Wonka in Slaughter Zone"    1:30
12. "Nosin' del 2"    0:40
13. "Diabolical Minds"    1:32
14. "Alice in Slaughterland"    1:16
15. "Bleeding Walls"    0:21
16. "Buddy on a Slab"    1:12
17. "Buddy in the Graveyard"    1:02
18. "Oh Jeez..."    1:21
19. "Funeral Time"    1:39

Computer Master (8:16)
1. "Computer Master"    8:16

Virtual Reality (3:35)
1. "del 1"   (Bootsy Collins) 2:01
2. "del 2"   (Bootsy Collins) 1:34

Home Run Derby (5:18)
1. "Interlude"    0:33
2. "Main Theme"    4:45

I Love My Parents (1:38)
1. "I Love My Parents"    1:38

Total längd - 8:11

### CD 2 (remixar)
1. "Park Theme Extension"    5:43
2. "Guillatine Battle"    0:52
3. "Giant Robot Theme"   (Takeo Yamashita) 1:45
4. "Robot Dance"     1:02
5. "Virtual Reality" (av Bootsy Collins) - 3:04
6. "Bansheebot Bop"    1:02
7. "Baseball Buddy"    3:17

total längd - 16:45